# Adama Coulibaly
Adama Coulibaly (Bamako, 9 oktober 1980) is een Malinees voetballer (verdediger) die sinds 2008 voor de Franse eersteklasser AJ Auxerre uitkomt. Voordien speelde hij onder andere voor RC Lens.
Coulibaly speelt sinds 2001 voor de Malinese nationale ploeg. Hij kwam tot dusver tot één doelpunt.